# Millerita
La millerita es un mineral de la clase de los minerales sulfuros. Sinónimos poco usados son: archisa, pirita-cabello, pirita niquélica o tricopirita.
Fue descubierta en 1845 cerca de Karlovy Vary en la cordillera de los montes Metálicos, en la región de Bohemia (República Checa). La millerita fue descrita por Wilhelm Karl Ritter von Haidinger en 1845 y nombrada en homenaje al mineralogista inglés William Hallowes Miller (1801-1880).

## Características químicas
Químicamente es un sulfuro de níquel anhidro.
Además de los elementos de su fórmula, suele llevar como impurezas: hierro, cobalto y cobre.

## Hábito
Se encuentra comúnmente en forma de racimos de paja de cristales aciculares metalizados brillantes, de color amarillo-latón pálido, con un barniz iridiscente. Puede formar grandes agrupaciones de estos cristales con intercrecimiento, dando aspecto de cabellera.

## Formación y yacimientos
Es un mineral formado a baja temperatura que aparece en calizas y dolomías sulfurosas, rellenando cavidades. También se puede encontrar como mineral secundario de formación tardía por alteración en yacimientos de sulfuro de níquel. Rara vez se ha encontrado en serpentinas.
Suele encontrarse asociado a otros minerales como: gersdorffita, polidimita, niquelina, galena, esfalerita, pirita, calcopirita, pirrotina, pentlandita, cubanita, calcita, dolomita, siderita, barita o ankerita.

## Usos
Puede ser extraído como mena del metal de níquel.